# Système EOS Cinéma
Le système EOS Cinéma de Canon est un ensemble de matériels professionnels, destiné au cinéma numérique et à la production audiovisuelle haute-définition.
Ce système, englobant des objectifs, des caméras et des boîtiers réflex, réunit les technologies des caméscopes, objectifs, et réflex numériques produits par Canon.

## Historique
L'évolution vers le marché professionnel de la vidéo en haute définition a commencé en 2008 avec le Canon EOS 5D Mark II, premier appareil photo EOS permettant l'enregistrement vidéo en HD 1920×1080. Les capacités de ce boitier à enregistrer la vidéo en HD 1080p l'ont rapidement fait adopter par les professionnels de l'audiovisuel en raison de son coût bien inférieur à celui d'une caméra HD 1080p à objectif interchangeable (environ 2 900€ contre plus de 15 000€ pour une caméra HD pro, ce format n'étant pas grand public à l'époque).
Le 4 novembre 2011, Canon confirme cette convergence des technologies caméscopes et réflex numériques en lançant le système EOS Cinéma avec la caméra EOS C300 et les premiers objectifs CN-E.
Il s'agit là de caméras destinées exclusivement à la production vidéo professionnelle en très haute définition 4K et non plus de simples appareils photos avec des possibilités vidéo ni de caméscopes à objectif intégré avec des possibilités photo.

## Caméras et réflex numériques

### Caméras
Les caméras dont le suffixe est PL sont dotées de la monture cinéma standard Arri PL, celles sans ce suffixe sont équipées de la monture Canon EF, ce qui leur permet une compatibilité totale avec la gamme d'objectifs Canon EF destinée à la photographie.
| Désignation      | Marché (J: Japon / A: Amériques E: Europe, Asie, Océanie) | Commercialisation (arrêt) [en cours] |
| ---------------- | --------------------------------------------------------- | ------------------------------------ |
| EOS C700         | J A E                                                     | 12-2016                              |
| EOS C700 PL      | A E                                                       | 12-2016                              |
| EOS C700 GS PL   | J A E                                                     | 12-2016                              |
| EOS C500         | J A E                                                     | 10-2012 (2016)                       |
| EOS C500 PL      | J A E                                                     | 10-2012 (2016)                       |
| EOS C300 Mark II | J A E                                                     | 09-2015                              |
| EOS C300         | J A E                                                     | 01-2012                              |
| EOS C300 PL      | J A E                                                     | 03-2012                              |
| EOS C200         | J A E                                                     | 05-2017 (annonce)                    |
| EOS C100 Mark II | J A E                                                     | 12-2014                              |
| EOS C100         | J A E                                                     | 11-2012                              |

### Réflex
- EOS-1D C

## Objectifs EOS Cinéma[3]
| Objectif                                                | Monture | Mise au point minimale [m] | Poids [kg] | Commercialisation (arrêt) [en cours] |
| ------------------------------------------------------- | ------- | -------------------------- | ---------- | ------------------------------------ |
| Motorisé à focale variable                              |         |                            |            |                                      |
| CN7x17 KAS S /E1 (17-120 mm)                            | EF      | 0,85                       | 2,9        | 08-2014                              |
| CN7x17 KAS S /P1 (17-120 mm)                            | PL      | 0,85                       | 2,9        | 08-2014                              |
| CN20x50 IAS H/E1 (50-1000 mm / 75-1500 mm avec 1.5xEXT) | EF      | 3,5                        | 6,6        | 04-2015                              |
| CN20x50 IAS H/P1 (50-1000 mm / 75-1500 mm avec 1.5xEXT) | PL      | 3,5                        | 6,6        | 04-2015                              |
| CN-E18-80mm T4.4 L IS KAS S                             | EF      | 0,5                        | 1,2        | 04-2016                              |
| CN-E70-200mm T4.4 L IS KAS S                            | EF      | 1,2                        | 1,25       | 04-2017                              |
| Focale variable                                         |         |                            |            |                                      |
| CN-E 14,5-60 mm T2,6 L S                                | EF      | 0,7                        | 4,5        | 04-2012                              |
| CN-E 14,5-60 mm T2,6 L SP                               | PL      | 0,7                        | 4,5        | 04-2012                              |
| CN-E 15,5-47 mm T2,8 L S                                | EF      | 0,5                        | 2,2        | 12-2012                              |
| CN-E 15,5-47 mm T2,8 L SP                               | PL      | 0,5                        | 2,2        | 12-2012                              |
| CN-E 30-105 mm T2,8 L S                                 | EF      | 0,6                        | 2,2        | 10-2012                              |
| CN-E 30-105 mm T2,8 L SP                                | PL      | 0,6                        | 2,2        | 10-2012                              |
| CN-E 30-300 mm T2,95-3,7 L S                            | EF      | 1,5                        | 5,8        | 03-2012                              |
| CN-E 30-300 mm T2,95-3,7 L SP                           | PL      | 1,5                        | 5,8        | 03-2012                              |
| Focale fixe                                             |         |                            |            |                                      |
| CN-E 14 mm T/3,1 L F                                    | EF      | 0,2                        | 1,2        | 04-2013                              |
| CN-E 24 mm T1,5 L F                                     | EF      | 0,3                        | 1,2        | 07-2012                              |
| CN-E 35 mm T1,5 L F                                     | EF      | 0,3                        | 1,1        | 12-2013                              |
| CN-E 50 mm T1,3 L F                                     | EF      | 0,45                       | 1,1        | 07-2012                              |
| CN-E 85 mm T1,3 L F                                     | EF      | 0,95                       | 1,3        | 08-2012                              |
| CN-E 135mm T2.2 L F                                     | EF      | 0,8                        | 1,4        | 05-2013                              |

- CN-E - EOS Cinéma
- L - Série L
- S - Super 35 mm
- F - Full 35 mm
- P - Monture Arri PL
- _ - Monture EF